# Philippe Sauvé
Philippe Sauvé (* 27. Februar 1980 in Buffalo, New York) ist ein ehemaliger US-amerikanischer Eishockeytorwart. Im Laufe seiner Karriere hat Sauvé insgesamt 32 NHL-Spiele für die Boston Bruins, Calgary Flames, Colorado Avalanche und Phoenix Coyotes absolviert.

## Karriere

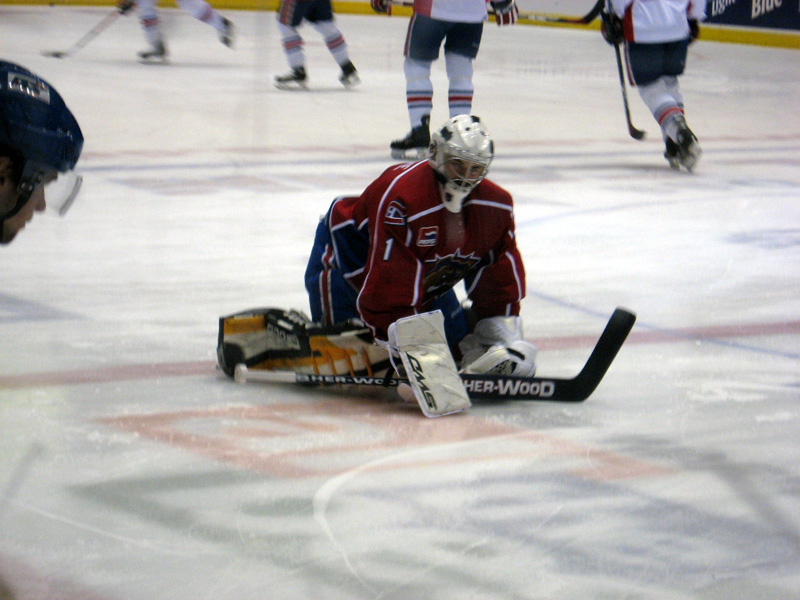
Philippe Sauvé im Trikot der Hamilton Bulldogs

Philippe Sauvé ist der Sohn des ehemaligen NHL-Torhüters Bob Sauvé und begann seine Karriere in der QMJHL bei Rimouski Océanic. Während des NHL Entry Draft 1998 wurde er von der Colorado Avalanche in der zweiten Runde an 38. Stelle ausgewählt, spielte aber bis 2003 ausschließlich für deren Farmteam, die Hershey Bears, in der American Hockey League. In der NHL-Saison 2003/04 schaffte er schließlich den Sprung in den NHL-Kader der Avalanche, und kam als Back-up auf 17 NHL-Spiele. Im August 2005 wurde er an die Calgary Flames abgegeben. Im Januar 2006 wurde er im Spiel gegen sein altes Team eingesetzt und lieferte sich einen Faustkampf mit David Aebischer.
Kurze Zeit später, im Februar 2006, wurde er zusammen mit Steven Reinprecht im Tausch gegen Brian Boucher und Mike Leclerc an die Phoenix Coyotes abgegeben. Im November 2006 wechselte er zu den Boston Bruins, die ihn in zwei NHL-Spielen einsetzten. Ansonsten kam er bei den Providence Bruins, dem Farmteam der Boston Bruins in der AHL, zum Einsatz. Am Ende der Saison 2006/07 wurde Sauvé von den Bruins an die Hamilton Bulldogs ausgeliehen, die im Gegenzug Aaron Downey nach Providence schickten.
Im Sommer 2007 nahmen ihn die Iowa Stars aus der AHL unter Vertrag, bevor er im Januar 2008 als Ersatz für den verletzten Jean-Marc Pelletier zu den Hamburg Freezers wechselte. Nach dem Ende der Saison 2007/08 beendete er seine Karriere.

## Erfolge und Auszeichnungen
| - 1999 QMJHL Humanitarian of the Year - 1999 CHL Humanitarian of the Year - 2003 Teilnahme am AHL All-Star Classic | - 2004 Teilnahme am NHL YoungStars Game - 2004 NHL YoungStars Game MVP |

## Statistik
(Legende zur Torhüterstatistik: GP oder Sp = Spiele insgesamt; W oder S = Siege; L oder N = Niederlagen; T oder U oder OT = Unentschieden oder Overtime- bzw. Shootout-Niederlage; Min. = Minuten; SOG oder SaT = Schüsse aufs Tor; GA oder GT = Gegentore; SO = Shutouts; GAA oder GTS = Gegentorschnitt; Sv% oder SVS% = Fangquote; EN = Empty Net Goal; 1 Play-downs/Relegation; Kursiv: Statistik nicht vollständig)